# Musicien interprète des musiques actuelles
Le MIMA – Musicien interprète des musiques actuelles est un certificat délivré par la FNEIJMA – Fédération nationale des écoles d'influence jazz et des musiques actuelles. Ce certificat, le premier créé en France à destination des artistes musiciens des musiques actuelles, a été enregistré au RNCP (Répertoire national des certifications professionnelles) de 2008 à 2020 (niveau IV de la nomenclature des niveaux de formation - NSF 133).

## Historique

### Les origines
À sa création, en 1990, la FNEIJMA s'est dotée de moyens pour mutualiser les compétences de ses membres. Elle a rapidement souhaité élaborer un référent commun dans le but de valider les études dispensées par ses écoles adhérentes : le certificat Fneijma. Cette démarche, soutenue par le Syndicat National des Artistes Musiciens et le Syndicat Français des Artistes a abouti à la mise en œuvre de cursus conduisant au certificat.
Dans le même temps, la fédération a mené une étude nationale cofinancée par le Ministère de la Culture, le FCM (Fonds pour la création musicale), la Spedidam (Société des artistes musiciens interprètes) et l’Adami (Société des artistes interprètes). Celle-ci a mis en lumière, entre autres, l’impact de la formation sur la qualité de l’emploi. Parmi ses préconisations, cette étude a mis l’accent sur la nécessité de « concrétiser un label commun : le diplôme dans le sens où il contribue à l’inscription professionnelle et qu’il constitue une sorte d’objectif contractuel dans les relations avec l’environnement ». À la suite de la crise de l’intermittence de 1991-1992, et des 22 mesures pour l’emploi des intermittents prises par le gouvernement, les professionnels du spectacle vivant, soutenus par le ministère de la Culture, ont mis en place les outils de la structuration de leur secteur : création de la Commission Paritaire Nationale de l’Emploi et de la Formation du Spectacle Vivant (CPNEF-SV), et lancement du premier Contrat d’Étude Prospective (CEP) sur le secteur. Réalisé entre 1995 à 1996, le CEP recommande un certain nombre de mesures touchant à la qualification des artistes, l’importance de la reconnaissance des professionnels, de leur qualification et de leur formation abondant dans le sens de la certification.

### La création du certificat
La FNEIJMA a donc créé le certificat Fneijma en 1997. Il est ensuite enregistré au RNCP sous l'appellation titre MIMA - Musicien interprète des musiques actuelles de 2008 à 2020.
Sa mise en place a été motivée par un manque de propositions d’enseignement et de formation professionnelle en musiques actuelles par les établissements spécialisés (les conservatoires) à l'époque de sa création. Le certificat a été créé selon les composantes de l’inscription professionnelle des artistes définies par le CEP :
- possession d’un savoir-faire ;
- incorporation dans des réseaux professionnels ;
- jeu en public ;
- capacité à vivre de sa profession.

Le certificat Fneijma vise à élaborer un système de validation des connaissances dans le domaine des musiques actuelles. Plusieurs considérations prônaient pour sa mise en place :
- l'émulation des apprenants (élèves, stagiaires, étudiants, apprentis, ...) : le diplôme fixe la valeur pédagogique des études musicales ;
- l'outil de dialogue institutionnel : la pratique musicale est mal connue de l'administration, des services sociaux, des collectivités. Lorsque les institutions rencontrent les problèmes de l'enseignement musical, elles ont besoin de points de repères, identifiables selon leurs propres critères. C'est par exemple, le cas de l'accès aux fonds de la formation diplômante ;
- l'insertion professionnelle : les responsables qui sont chargés de la formation professionnelle s'interrogent sur la rentabilité de l'investissement en matière d'emploi.

En 2006, pour enregistrer la certification au RNCP, la fédération a réalisé une étude sur l'emploi des titulaires du certificat Fneijma (1997/2006), un référentiel d'artiste musicien des musiques actuelles sur 3 niveaux (débutant, confirmé, expert), ainsi qu'une note sur l'environnement professionnel des musiciens des musiques actuelles. En février 2008, le certificat Fneijma a été enregistré au RNCP sous l'appellation titre MIMA (Musicien interprète des musiques actuelles - niveau IV) par la CNCP (Commission nationale de la certification professionnelle), organisme prédécesseur de France Compétences.
L'appellation Musicien interprète des musiques actuelles (MIMA) est enregistrée à l'INPI depuis 2011.

## Le MIMA aujourd'hui

### Le MIMA
Depuis la fin de l’enregistrement du titre MIMA au RNCP en 2020, la FNEIJMA poursuit la délivrance du certificat MIMA, selon les mêmes modalités et niveaux d’exigence.
En effet, la fédération considère le MIMA comme le premier niveau de compétences professionnelles nécessaires aux artistes de la musique, la définition de « professionnel » exposée étant « celui qui vit de son métier sur la durée ». Le MIMA est un repère d’entrée vers la professionnalisation et la concrétisation d’un projet artistique individuel professionnel. Il participe de la mise en place d’un projet commun de formation aux musiques actuelles et de la structuration du secteur de la musique.
Prenant en compte les particularités du métier de musicien, notamment la difficulté de mesurer une activité artistique et le fait qu’aucun diplôme ou titre ne soit un passeport pour l’emploi, le MIMA s'obtient via un examen, commun à l’ensemble des organismes de formation partenaires de la Fédération.
Le MIMA compte, au 31 décembre 2020, 1906 titulaires. Une trentaine d’organismes de formation partenaires de la FNEIJMA dispense les formations permettant d’accéder au MIMA.

### La certification IOMA
Depuis le 18 novembre 2020, les compétences figurant au Bloc 1 du référentiel MIMA font l'objet d'un enregistrement au Répertoire Spécifique des certifications et des habilitations de France Compétences, sous l'appellation Interpréter une œuvre de musiques actuelles (IOMA).
La certification IOMA est délivrée par la FNEIJMA.

## Comment obtenir le MIMA

### À l’issue d’une formation
Le MIMA s’obtient à l’issue d’un cursus de formation dispensé au sein d’un organisme de formation partenaire de la FNEIJMA et d’une session nationale d’évaluation des compétences organisée par la FNEIJMA.
La formation est obligatoire pour se présenter à la session d’évaluation. Les formations sont dispensées uniquement dans les organismes de formation partenaires de la FNEIJMA. Il n’est pas possible de se présenter en candidat libre, ou de suivre une formation conduisant à la session d’évaluation dans un organisme non partenaire de la FNEIJMA.
La session d’évaluation, organisée une fois par an, permet d’évaluer les candidats sur leurs compétences en vue de l’exercice du métier de musicien interprète des musiques actuelles, et comprend différentes épreuves et modalités (contrôle continu, épreuves écrites, mise en situation professionnelle).

### En validation des acquis de l'expérience
Le MIMA était accessible via la procédure de Validation des acquis de l'expérience (VAE) de 2008 à 2020.
Le MIMA n'étant plus enregistré au RNCP, il n'est pas possible actuellement d'accéder à la certification par la VAE.

## Comment obtenir la certification IOMA
La certification IOMA (Interpréter une œuvre de musiques actuelles) est enregistrée au Répertoire Spécifique de France Compétences.
Les conditions d’accès à cette certification sont identiques à celles du MIMA :
- Accès à l’issue d’une formation dans un organisme de formation partenaire de la FNEIJMA
- Pas de candidat libre
- Pas de procédure de Validation des acquis de l’expérience (VAE)

## Sources
- FNEIJMA.
- Ministère français de la Culture, Direction de la Musique.
- Site de la Commission Paritaire Nationale de l’Emploi et de la Formation du Spectacle Vivant.